# Ульжан
«Ульжан» (нем. Ulzhan — Das vergessene Licht) — кинофильм режиссёра Фолькера Шлёндорфа, снятый в 2007 году.

## Сюжет
Француз Шарль (Филипп Торретон) приезжает в Казахстан. Вскоре после пересечения границы он бросает машину и отправляется пешком в степь, на восток. Его цель неясна, а поведение необычно, поэтому через некоторое время его хватает охрана газодобывающего предприятия, заподозрившая, что он шпион конкурентов. Это не так и его доставляют на вертолете в Астану, в посольство. Шарль пренебрегает красотами города и предложением сделать паспорт и прочие документы и вновь отправляется в путь. Встреченный в пути торговец-мотоциклист Шакуни (Давид Беннент) советует ему купить лошадь. В одной из деревень он так и поступает, что сводит его с местной учительницей Ульжан (Аянат Ксенбай).

## В ролях
| Актёр              | Роль                    |
| ------------------ | ----------------------- |
| Филипп Торретон    | Шарль                   |
| Аянат Ксенбай      | Ульжан                  |
| Давид Беннент      | Шакуни                  |
| Турахан Садыкова   | бабушка                 |
| Марек Бродски      | управляющий газодобычей |
| Максимильен Мюллер | Эрик                    |
| Жаина Абдиева      | казахская женщина       |